# Bkav
Bkav — вьетнамская технологическая компания, основанная в Ханое в 1995 году. Специализируется на разработке одноимённого антивируса и других программ для информационной безопасности, занимая около 70 % этого рынка во Вьетнаме.
Также выпускает смартфоны Bphone и устройства для умного дома.
Название компании является аббревиатурой от «Bách Khoa Antivirus», указывающей на её происхождение из Ханойского университета науки и технологий (вьет. Đại học Bách khoa Hà Nội — буквально «политеховский антивирус»).

## История
Датой основания Bkav считается[кем?] 7 января 1995 года, когда студент факультета информационных технологий Ханойского университета науки и техники Нгуен Ты Куанг выпустил разработанную совместно с однокурсниками первую версию Bách Khoa Antivirus. Программа работала под MS-DOS и распространялась бесплатно, поэтому быстро стала популярной. В сентябре 2001 года вышла версия антивируса для Windows. В 2005 году антивирус впервые был монетизирован: новая версия была выпущена в пяти редакциях — Home, Pro, Mobile (для Symbian), Enterprise и Gateway Scan — которые распространялись на платной основе.
С 2001 года Нгуен Ты Куанг, оставшийся работать в университете после его окончания, руководил исследовательской группой BKIS (Bách Khoa Internet Security), в которую вошли ИБ-специалисты из того же университета. Она фактически является основателем юрлица Bkav.
В 2015 году компания Bkav выпустила свой первый смартфон — Bphone, положивший начало одноимённой серии устройств. Этот смартфон имел ряд особенностей и был устройством собственной разработки, что отличало его от большинства продуктов локальных брендов, пользовавшихся услугами ODM-производителей.
Из-за низкого спроса на смартфоны — за несколько лет было продано менее 100 тысяч штук — в 2022 году Bkav всё же перешла на ODM, отказавшись от самостоятельной разработки смартфонов, однако не скатилась в низкобюджетный сегмент, как это произошло с большинством локальных брендов в силу китайского натиска.
В 2021 году были выпущены беспроводные наушники AirB и AirB Pro.
В связи с этим 5 мая 2022 года было упразднено дочернее юридическое лицо Bkav Electronics, все сотрудники и операции были объединены с головной компанией Công ty cổ phần Bkav.
Bkav неоднократно обнаруживала уязвимости в популярных устройствах и программах. Например, её разработчики обнаружили руткит с необычным механизмом самозащиты от удаления с HDD и нашли способ его устранения.
Несколькими годами позднее вьетнамцы смогли взломать систему Apple Face ID.

## Программное обеспечение

### Антивирус
Основным программным продуктом Bkav является одноимённый антивирус. Он разрабатывается с 1995 года под MS-DOS и с 2001 года под Windows. Коммерческие версии антивируса Bkav появились в 2005 году в следующих редакциях:
- Bkav Home — бесплатная версия для домашних компьютеров;
- Bkav Pro — версия с расширенными возможностями;
- Bkav Enterprise — для предприятий;
- Bkav Gateway Scan — для управления и сканирования из потока данных, а также для включения/выключения электронной почты;
- Bkav Mobile Security (BMS) — для смартфонов на базе Symbian, a впоследствии и BlackBerry OS.

В дальнейшем появились и такие редакции как Home Plus (платная домашняя версия, впоследствии отменена) и Suite (объединяющая Enterprise и Gateway Scan). Мобильная версия после её выхода на Android получила и расширенную редакцию Pro Mobile. Направление корпоративного ПО для кибербезопасности получило активное развитие, был создан целый ряд решений. Появились и приложения для защиты Android-смартфона, такие как определитель номера Bkav AntiSpam, очиститель Bcleaner и аутентификатор Bkav Authenticator. Кроме того, все смартфоны Bkav оснащаются фирменной прошивкой BOS и браузером Bchrome, созданным на основе свободного проекта Chromium и предусматривающего защиту пользователя интернета.
В 2009—2011 годах число пользователей антивируса Bkav во Вьетнаме составляло 85 %, при этом в крупных дистрибьюторских сетях продажи его коробочных версий составляли около 60 %, а в мелких магазинах — 43 % (в них 50 % продаж составлял антивирус Касперского). Важным каналом продаж была и остаётся цифровая дистрибуция через официальный сайт. В настоящее время доля рынка Bkav на родине составляет 70 %.

### Мобильные приложения
- Приложения для безопасности — антивирус, антиспам с определителем номера, средство скрытия данных, аутентификатор
- Приложения для управления умным домом
- Вьетнамская экранная клавиатура
- Мессенджер Btalk
- Браузер Bchrome на свободном движке Chromium

## Смартфоны

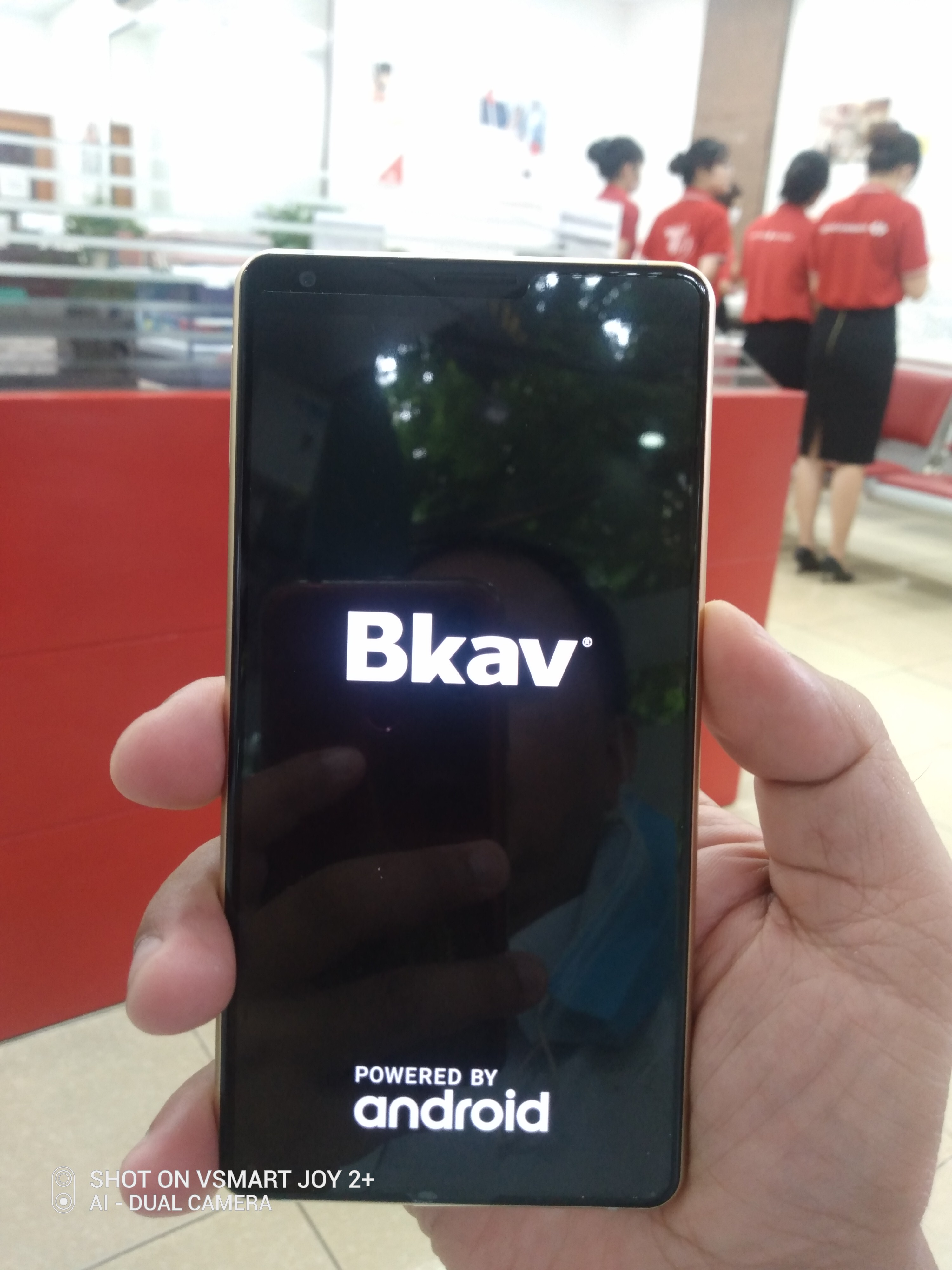
Bkav Bphone B86

Первый смартфон серии Bphone был презентован 26 мая 2015 в Национальном конгресс-центре в Ханое, при этом присутствовало более 2000 человек — журналисты, представители отрасли и фанаты компании. Девайс, разработка которого сохранялась в тайне, был назван основателем компании «лучшим смартфоном в мире». Заявлялось, что Bphone собран из 800 деталей, поставляемых 82 компаниями со всего мира. Его технические характеристики были типичны для устройств высшего сегмента, а заметными особенностями были поддержка технологии TransferJet и фирменная прошивка BOS с интегрированными защитными средствами. В продажу он поступил 2 июня в интернет-магазине vala.vn, причём самая дорогая его версия была покрыта 24-каратным золотом. Bphone позиционировался как конкурент для смартфонов Apple, что в сочетании с дорогостоящей разработкой сказалось на его цене.
Bphone 2 был представлен в 2017 году. Этот смартфон относился к средне-высокому сегменту и по ряду характеристик не превосходил предшественника. Кроме того, он лишился 3,5 мм разъёма для наушников. Всё это привело к тому, что он, как и предшественник, не стал популярен. В общей сложности было продано всего лишь 12000 смартфонов первого и второго поколений. Причиной рыночного провала оказалось неудачное позиционирование — устройства местного производства стоили дороже конкурентов, выпускавшихся миллионными тиражами на китайских заводах.
10 октября 2018 года Bkav провели презентацию третьего поколения своих смартфонов, представленного двумя устройствами — Bphone 3 и Bphone 3 Pro. Продвинутая версия отличалась более мощным процессором, большим объёмом оперативной и постоянной памяти, золотистыми элементами корпуса. Новинки обладали уникальным дизайном «перевёрнутый микс» — нижняя и боковые рамки корпуса были одинаково тонкими, а в толстой верхней рамке размещались фронтальная камера, датчики, динамик и крепление шлейфа экрана. Как и прежде, Bphone 3 был разработан и выпускался во Вьетнаме. Третье поколение стало популярнее первых двух, но всё равно его нельзя было назвать большим успехом. К концу 2019 года Bkav продала менее 100000 смартфонов всех моделей и ни разу не достигла даже 1 % доли вьетнамского рынка.
Четвёртое поколение смартфонов было представлено 10 мая 2020 — в серию вошли модели Bphone B40, B60 и флагманская B86. Представители Bkav сообщили, что прежние смартфоны компании не достигли ожидаемого успеха, поэтому теперь компания обратилась к нумерологии, посчитав число 86 счастливым (видимо, 4 их не устроило). Новинки вновь были выполнены в дизайне «перевёрнутый микс», только верхняя рамка стала тоньше. Bkav Bphone B86 поддерживает технологию eSIM и лишён кнопок регулировки громкости — она изменяется свайпом по экрану. Смартфоны В40 и В60 поступили в продажу позже намеченного из-за проблем с получением сертификации Google Mobile Services.
20 декабря 2021 года выпущено пятое поколение Bphone — модели А40, А50, А60 и А85. Компания впервые отказалась от собственной разработки смартфонов и воспользовалась услугами китайского ODM-производителя Coosea. Из-за этого флагман серии — Bkav Bphone A85 — лишился индивидуальности: ни оригинального дизайна, ни водозащиты. Зато двойная фронтальная камера, изогнутый экран, поддержка сетей 5G и 8 ГБ оперативной памяти — вдвое больше чем раньше. Три базовые модели отличаются между собой лишь объёмом встроенной и оперативной памяти, а внешне имеют обыкновенный дизайн с каплевидным вырезом в экране. Новый подход вызвал неоднозначную реакцию журналистов и поклонников, но был финансово успешен для Bkav. Аналоги Bkav Bphone A85 есть и в других странах, поскольку разные компании заказывают у ODM-производителя одну и ту же модель: BLU Bold N2 (США), General Mobile GM 22 Pro (Турция), Cherry Mobile Aqua SV (Филиппины), General Luxe Shahin 3 (Иран) и Hisense Infinity H60 (Китай).
В 2020 году Bkav впервые выпустила кнопочный телефон — полусмартфон на KaiOS Bkav C85. Девайс ориентирован на оператора Viettel, также выпущен по ODM-контракту и имеет клона — Energizer E280S.

### Список смартфонов Bkav
| Название          | Дата выпуска | Размеры | Процессор      | Экран        | ОЗУ    | ПЗУ    | Камеры     | Аккумулятор |
| ----------------- | ------------ | ------- | -------------- | ------------ | ------ | ------ | ---------- | ----------- |
| Bkav Bphone 1     | 25.05.2015   |         | Snapdragon 801 | 5" FullHD    | 3 ГБ   | 32 ГБ  |            | 3000 мАч    |
| Bkav Bphone 2     | 2017         |         | Snapdragon 625 | 5,5" FullHD  | 3 ГБ   | 32 ГБ  |            |             |
| Bkav Bphone 3     | 10.10.2018   |         | Snapdragon 636 | 5,5" FullHD  | 3 ГБ   |        |            |             |
| Bkav Bphone 3 Pro | 10.10.2018   |         | Snapdragon 660 | 5,5" FullHD  | 4 ГБ   |        |            |             |
| Bkav Bphone B40   | 10.05.2020   |         | Snapdragon 636 | 5,99" FulHD+ |        |        |            | 3000 мАч    |
| Bkav Bphone B60   | 10.05.2020   |         | Snapdragon 660 | 5,99" FulHD+ | 4 ГБ   | 64 ГБ  |            | 3000 мАч    |
| Bkav Bphone B86   | 10.05.2020   |         | Snapdragon 675 |              | 4 ГБ   | 64 ГБ  |            | 3000 мАч    |
| Bkav Bphone B86s  | 10.05.2020   |         | Snapdragon 675 |              | 4 ГБ   | 128 ГБ |            | 3000 мАч    |
| Bkav Bphone A40   | 20.12.2021   |         | Helio G85      |              | 4 ГБ   | 64 ГБ  |            |             |
| Bkav Bphone A50   | 20.12.2021   |         | Helio G85      |              | 4 ГБ   | 128 ГБ |            |             |
| Bkav Bphone A60   | 20.12.2021   |         | Helio G85      |              | 6 ГБ   | 128 ГБ |            |             |
| Bkav Bphone A85   | 20.12.2021   |         | Dimensity 810  | 6,6" FullHD+ | 8 ГБ   | 128 ГБ |            | 5000 мАч    |
| Bkav C85          | 2020         |         | SC9820E        | 2,4" qVGA    | 512 МБ | 4 ГБ   | 0,3/0,3 Мп | 3000 мАч    |

## Критика

### Утечки данных
Несколько раз становилось известно об утечках данных клиентов Bkav.

### Прочее
В 2009 году хакеры из BKIS выследили источник атаки на государственные сайты США и Южной Кореи. При проведении расследования они, предположительно, нарушили нормы международного права. Корейское государственное агентство KrCERT выписало официальную жалобу своим коллегам из вьетнамского VNCERT, которое обратилось к BKIS за услугами.
В январе 2012 один из топ-менеджеров Bkav, Ле Тхань Нам, был уличён в том, что является руководителем двух юридических лиц, что запрещено. По его словам, нарушение было допущено случайно — на момент, когда сложилась такая ситуация, это не регулировалось законом.